# 姚桐斌
姚桐斌（1922年9月3日—1968年6月8日），江苏省无锡县人，导弹和航天材料与工艺技术专家，中国导弹与航天材料、工艺技术研究所的主要创建者、领导者。1968年6月8日，他在文化大革命中被暴民殴打致死，拨乱反正期间获得平反、被追认为“烈士”，1999年被中国政府追认为“两弹一星元勋”。

## 生平
1945年7月毕业于交通大学唐山工学院（今西南交通大学）冶金系。1951年获英国伯明翰大学工学博士。1954年赴联邦德国亚琛工业大学冶金系铸造研究室任研究员。1957年9月回国后到钱学森所主持的国防部第五研究院工作，参与创建材料与工艺研究所（后改为第七机械工业部下属单位）并任所长。
1968年6月8日，保守派组织“915”和造反派组织“916”发生武斗，持造反派观点的姚桐斌在其中被“915”以钝器殴打致死，去世时年仅45岁。由于他对中国航天材料与工艺技术发展所作出的重要贡献，1999年被中国政府追认为两弹一星功勋奖章获得者。